# Rafik Hariri
Rafik Bahaa Edine Hariri (Sidon,  1. studenog 1944. — Bejrut, 14. veljače 2005.) bio je libanonski poduzetnik i političar. Bio je premijer vlade Libanona u dva mandata; od 1992. do 1998. i od 2000. do 2004.

## Život i djelo
Rafik Hariri poticao je iz sunitske muslimanske obitelji skromnih primanja. Rođen je u libanonskom lučkom gradu Sayda, gdje je također išao u školu. Zatim je studirao poslovnu ekonomiju na Arapskom sveučilištu u Bejrutu. Imao je brata Šafika i sestru Bahiu.
1965. godine etablirao se kao izvođač radova i bavio se gradnjom u Saudijskoj Arabiji, i u kratkom je vremenu zaradio puno novca. Postao je saudijski državljanin 1978., a kasnije postaje poslanik Saudijske Arabije u Libanonu

### Političko djelovanje u Libanonu
U Libanon se vratio u 1990., gdje je bio jedna od pokretačkih snaga za obnovu ratom razorenog središnjeg Bejruta.
Postao je premijer 1992. i usko surađivao sa Sirijom, baš kao što je postao poznat po dopuštanju vlastitih kandidata da zauzmu vodeće pozicije, zbog čega je kritiziran. Kasnije se distancirao od Sirije i zahtijevao je 2004. da se sirijska vojska povuče iz Libanona.
Kada je predsjednik Émile Lahoud, nakon pritiska Sirije, produžio svoj mandat, Hariri je u znak protesta podnio ostavku.
Zajedno s još nekoliko osoba, ubijen je u atentatu 14. veljače 2005., kada se raznio bombaš samoubojica koji se dovezao iz suprotnog smjera od Haririjeva automobila i njegove pratnej.

### Političar milijarder
U 80-ima Hariri je bio na Forbesovom popisu 100 najbogatijih ljudi na svijetu. 2002. godine Hariri je postao četvrti najbogatiji političar na svijetu. Forbes je na svom popisu najbogatijih ljudi na svijetu 2005. godine procijenio njegovo bogatstvo na 4,3 milijarde dolara. Nakon Haririjevog ubojstva, njegova obitelj naslijedila je ukupno 16,7 milijardi dolara u 2006. Svi članovi njegove obitelji uključeni su na Forbesov popis milijardera u 2006.
Rafik Hariri je izvodio radove od Rijada do Pariza i Houstona. Dok se nije vratio u Libanon, njegov sin, Saad Hariri koji je kasnije obnašao dužnost premijela Libanona, vodio je građevinski konglomerat Saudi Oger.